# Episodi de L'arca del dottor Bayer (settima stagione)
La settima stagione della serie televisiva L'arca del dottor Bayer è stata trasmessa in anteprima in Germania dalla ZDF tra il 16 luglio 1991 e il 17 settembre 1991.
| nº | Titolo originale              | Titolo italiano | Prima TV Germania | Prima TV Italia |
| -- | ----------------------------- | --------------- | ----------------- | --------------- |
| 1  | Die neue Nachbarin            |                 | 16 luglio 1991    |                 |
| 2  | Limbo und das Kätzchen        |                 | 23 luglio 1991    |                 |
| 3  | Schiran, der Pfau             |                 | 30 luglio 1991    |                 |
| 4  | Falscher Hund                 |                 | 6 agosto 1991     |                 |
| 5  | Ein Rabe in Trauer            |                 | 13 agosto 1991    |                 |
| 6  | Spatzi, das Hängebauchschwein |                 | 20 agosto 1991    |                 |
| 7  | Strandgut                     |                 | 27 agosto 1991    |                 |
| 8  | Wenn Hunde reden könnten      |                 | 3 settembre 1991  |                 |
| 9  | Ein Vogel zuviel              |                 | 10 settembre 1991 |                 |
| 10 | Untreue                       |                 | 17 settembre 1991 |                 |